# Szudánban történt légi közlekedési balesetek listája
A Szudánban történt légi közlekedési balesetek listája mind a halálos áldozattal járó, mind pedig a kisebb balesetek, meghibásodások miatt történt, gyakran csak az adott légiforgalmi járművet érintő baleseteket is tartalmazza évenkénti bontásban. A Dél-Szudán területén 2011. július 9. utáni légi közlekedési balesetek a Dél-Szudánban történt légi közlekedési balesetek listája oldalon szerepelnek.

## Szudánban történt légi közlekedési balesetek

### 2008
- 2008. május 2. A South Sudan Air Connection Beechcraft 1900 típusú utasszállító repülőgépe lezuhant. A balesetben 24 fő életét vesztette.[1]
- 2008. június 10., Kartúm. Leszállást követően kigyulladt egy utasszállító repülőgép a kartúmi nemzetközi repülőtéren. A gépen 203 utas és 14 fős személyzet utazott. Az áldozatok pontos száma nem ismert.
- 2008. június 27. Lezuhant a Juba Cargo légiforgalmi vállalat teherszállító repülőgépe, vélhetően villámcsapás miatt. A balesetben a 8 fős személyzet életét vesztette.[2]

### 2018
- 2018. október 3. Kartúm. Egy An-26-os és egy An–32 típusú repülőgép ütközött egymásnak leszállás közben a kartúmi repülőtéren. Sérülés nem történt.[3]